# Yasunari Hiraoka
Yasunari Hiraoka (jap. 平岡 靖成, Hiraoka Yasunari; * 13. März 1972 in der Präfektur Tochigi) ist ein ehemaliger japanischer Fußballspieler.

## Karriere
Hiraoka erlernte das Fußballspielen in der Schulmannschaft der Yaita Higashi High School und der Universitätsmannschaft der Juntendo-Universität. Seinen ersten Vertrag unterschrieb er 1994 bei Otsuka Pharmaceutical. Der Verein spielte in der zweithöchsten Liga des Landes, der Japan Football League. Für den Verein absolvierte er 48 Spiele. 1997 wechselte er zum Erstligisten Kyoto Purple Sanga. Für den Verein absolvierte er 28 Erstligaspiele. 1999 wechselte er zum Zweitligisten Ōita Trinita. Für den Verein absolvierte er 45 Spiele. 2000 wechselte er zum Erstligisten Nagoya Grampus Eight. Für den Verein absolvierte er 41 Erstligaspiele. 2004 wechselte er zum Zweitligisten Ōmiya Ardija. 2004 wurde er mit dem Verein Vizemeister der J2 League und stieg in die J1 League auf. Für den Verein absolvierte er 23 Spiele. Ende 2007 beendete er seine Karriere als Fußballspieler.